# Petit Quercy
Petit Quercy ist ein französischer Rohmilchkäse aus Ziegenmilch; er gehört zur Gruppe der Cabecous. Seinen Namen trägt er nach Quercy, der französischen Region, in der er hergestellt wird. Es handelt sich um einen leichten Käse, der nur zwei Wochen reift und noch mit einem unreifen Kern in den Handel kommt. Der Teig ist weich und hell. Die natürliche Schimmelrinde wird typischerweise mit den Blättern des Maulbeerbaums dekoriert. Der Käselaib hat einen Durchmesser von sieben Zentimetern und eine Höhe von zwei Zentimetern. Es handelt sich um sogenannten Fermier-Käse, bei dem der Hersteller nur die Milch der Tiere verarbeitet, die er selber hält.